# Peter Ebenfelt
Peter Ebenfelt (* 1965) ist ein schwedischer Mathematiker. Er ist Professor an der University of California, San Diego (UCSD).
Ebenfelt studierte an der Königlichen Technischen Hochschule Stockholm (KTH) mit dem Diplom als Physikingenieur 1990, dem Lizenziat in Mathematik 1992 und der Promotion in Mathematik 1994 bei Harold Shapiro (Selected Problems in the Analysis of Holomorphic Partial Differential Equations). Er war als Post-Doktorand an der UCSD (bei Salah Baouendi und Linda Rothschild), war danach Assistenzprofessor an der KTH, an der er 2001 Professor wurde. Außerdem ist er seit 2000 Associate Professor und seit 2002 Professor an der UCSD.
Er befasst sich mit der Theorie von Funktionen mehrerer komplexer Variablen (und dort reeller Untermannigfaltigkeiten) und Partiellen Differentialgleichungen. Beispielsweise untersuchte er eine komplexe Version des Huygens-Prinzip für das Cauchy-Problem elliptischer partieller Differentialgleichungen, holomorphe Abbildungen zwischen reellen Untermannigfaltigkeiten in komplexen Räumen und das Pompeiu Problem (nach Dimitrie Pompeiu).
1996 erhielt er den Wallenberg-Preis und 2020 den Stefan Bergman Prize.

## Schriften
- mit Baouendi, Rothschild (Herausgeber) Real Submanifolds in complex space and their mappings, Princeton University Press 1999
- mit Baouendi, Rothschild Local geometric properties of real submanifolds of complex space, Bulletin AMS, Band 37, 2000, S. 309–336, Online
- Herausgeber mit Norbert Hungerbühler, Joseph Kohn,  Ngaiming Mok, Emil J. Straube: Complex Analysis - Several complex variables and connections with PDE theory and geometry, Birkhäuser, Trends in Mathematics, 2010